# Initiative populaire « contre l'immigration de masse »
L'initiative populaire « contre l'immigration de masse » est une initiative populaire suisse, acceptée par le peuple et les cantons le 9 février 2014.

## Contenu
L'initiative propose d'ajouter un article 121a à la Constitution fédérale indiquant que le pays « gère de manière autonome l’immigration des étrangers » en fixant des quotas annuels selon les besoins de l'économie « dans le respect du principe de la préférence nationale ». Selon le texte, ces quotas s’appliquent aussi à l’asile — ce qui est contraire au droit d’asile fondé sur les critères propres de la demande,,. Le texte complet de l'initiative peut être consulté sur le site de la Chancellerie fédérale.

## Déroulement

### Contexte historique
Depuis le XXe siècle, la politique d'immigration est fixée par la loi sur le séjour et l'établissement des étrangers. Jusque dans les années 1960, c'est le Conseil fédéral qui dispose d'une large marge de manœuvre dans ce domaine ; ce dernier suit alors une politique libérale qui permet une forte augmentation de la population étrangère. En réaction, plusieurs initiatives populaires sont successivement lancées, sans succès.
À la suite des accords de la libre circulation des personnes de l'Union européenne (UE), faisant partie du paquet des accords bilatéraux I, signé le 21 juin 1999, la Suisse, en raison de sa bonne santé économique en comparaison de l'Union européenne, voit sa population fortement augmenter depuis l'an 2000 ; cette augmentation est intensifiée par la crise économique mondiale des années 2008 et suivantes.
La libre circulation des personnes s'est faite de manière progressive depuis l'entrée en vigueur de l'accord, le 1er juin 2002. D'abord aux ressortissants des anciens États membres de l'UE (UE-15) et de l'Association européenne de libre-échange, puis au 1er avril 2006 il a été étendu aux dix États ayant adhéré à l'UE au 1er mai 2004. Le 8 février 2009, le peuple suisse a accepté par référendum la reconduction de l'accord et son second protocole qui l'étendait à la Bulgarie et à la Roumanie.

#### Augmentation de la population
Entre 2000 et 2006 la population augmentait d'environ 50 000 habitants par année et depuis 2007 de 80 000 habitants par année, ce qui correspondait à la population d'une ville comme Lucerne. Selon certains analystes, cette augmentation de la population exercerait une pression à la baisse sur les emplois et les salaires, qui se ferait particulièrement sentir dans le canton du Tessin qui a accepté l'initiative à 68,2 %, car les employeurs préfèreraient rechercher du personnel en Italie, où les salaires sont plus bas, plutôt que recruter les habitants du canton.
Lors de l'accord de la libre circulation, le Conseil fédéral tablait sur une immigration d'environ 8 000 personnes par année. Or l'immigration a été 10 fois supérieure aux prévisions avec 80 000 immigrants.
Selon l'OCDE, en 2012, la Confédération a accueilli le plus grand nombre d'immigrés proportionnellement à sa population soit 1,6 % (125 600 immigrés), au sein d'un échantillon de 22 pays de l'OCDE. La Suisse devance ainsi la Norvège (1,2 %) et l'Australie (1,1 %). La moyenne des pays de l'OCDE est 0,6 %. L'Autriche est à 0,6 %, l'Allemagne, l'Espagne et le Royaume-Uni sont à 0,5 % et l'Italie et la France à 0,4 %. En 2012, la Suisse a donc accueilli en proportion quatre fois plus de migrants que la France (258 900 migrants). L'augmentation du nombre d'immigrés s'est poursuivie en 2013, avec 136 200 nouvelles arrivées. Les principaux pays de provenance sont l'Allemagne (18 % du total), le Portugal, l'Italie, la France, l'Espagne, la Grande-Bretagne, les États-Unis, la Pologne, l'Autriche et l'Inde.
Avec 20 000 demandeurs en 2013 et 26 000 en 2012, la Suisse est en huitième position en ce qui concerne les demandes d'asile[réf. souhaitée].
Il est à noter une nette augmentation de l'immigration en provenance de l'UE-17 dans la période précédant le référendum. En janvier 2013, l'augmentation était de presque 33 % par rapport à janvier 2012, elle atteignait presque 50 % pour les pays de l'Est (UE-8). L'Allemagne, l'Italie, le Portugal, la France et l'Espagne étaient alors les principaux pays d'émigration vers la Suisse.
Cette initiative est lancée alors que la Suisse dépasse pour la première fois les 8 millions d'habitants. Selon les initiants, cette « immigration incontrôlée […] menace notre liberté, notre sécurité, le plein-emploi, la beauté de nos paysages et en fin de compte notre prospérité ».

#### Engorgement des transports
Entre 2012 et 2013, le trafic routier a augmenté d'1,7 % en Suisse. En 2013, 20 596 heures d'embouteillage, principalement dus à une surcharge du trafic, ont été enregistrés sur les routes nationales, soit le double des chiffres de 2008.

### Récolte des signatures et dépôt de l'initiative
La récolte par les initiants des 100 000 signatures nécessaires débute le 26 juillet 2011. Le 14 février 2012, l'initiative est déposée à la chancellerie fédérale qui la déclare valide le 19 mars.

### Discussions et recommandations des autorités
Le Conseil fédéral et le parlement recommandent tous deux le rejet de cette initiative. Dans son message à l'Assemblée, le Conseil fédéral reconnaît que la croissance démographique du pays « place le pays face à de nouveaux défis en matière d'intégration, de logement, d'infrastructures, d'aménagement du territoire et de formation ». Il relève cependant que l'accord sur la libre circulation des personnes fait partie intégrante du paquet de mesures bilatérales signées entre la Suisse et l'Union européenne et que sa dénonciation « entraînerait l'extinction automatique de l'ensemble de ces accords ».
Les recommandations de vote des partis politiques sont les suivantes : 
| Parti politique              | Recommandation |
| ---------------------------- | -------------- |
| Parti bourgeois-démocratique | non            |
| Parti chrétien-social        | non            |
| Parti démocrate-chrétien     | non            |
| Parti socialiste             | non            |
| Vert'libéraux                | non            |
| Les Libéraux-Radicaux        | non            |
| Union démocratique du centre | oui            |
| Les Verts                    | non            |

## Résultats

### Par canton
Soumise à la votation le 9 février 2014, l'initiative est acceptée par 12 5/2 cantons et par 50,34 % des suffrages exprimés, soit 19 516 voix de différence. Le tableau qui suit détaille les résultats par canton pour ce vote :

### Résultats détaillés
| Catégories        | Nombre absolu | Proportion du total  | Proportion des bulletins rentrés | Proportion des bulletins valides et blancs | Proportion des bulletins valides |
| ----------------- | ------------- | -------------------- | -------------------------------- | ------------------------------------------ | -------------------------------- |
| Votants           | 5 211 426     | 100 %                | -                                | -                                          | -                                |
| Bulletins rentrés | 2 948 156     | 56,57 %              | 100 %                            | -                                          | -                                |
| Bulletins nuls    | 8 656         | 0,17 %               | 0,29 %                           | -                                          | -                                |
| Bulletins blancs  | 31 094        | 0,60 %               | 1,05 %                           | 1,06 %                                     | -                                |
| Bulletins valides | 2 908 406     | 55,81 % (oui et non) | 98,65 % (oui et non)             | 98,94 % (oui et non)                       | 100 %                            |
| Oui               | 1 463 854     | 28,09 %              | 49,65 %                          | 49,80 %                                    | 50,33 %                          |
| Non               | 1 444 552     | 27,72 %              | 49,00 %                          | 49,14 %                                    | 49,67 %                          |

## Réactions

### En Suisse
La classe politique, bien que globalement hostile à ce projet, entend respecter le vote et travailler à la question. Berne a rapidement chargé le Département fédéral des affaires étrangères d’entamer les négociations avec l'Union européenne, et a annoncé avoir planifié la conception d'un texte législatif pour la fin de l'année 2014.

### Internationales
Hors des frontières de la Confédération, plusieurs gouvernements ont réagi au résultat de l'initiative populaire. La presse européenne exprime pour une grande partie de ses titres un positionnement plutôt critique et dubitatif. Les journaux évoquent « un claquement de porte » envers l'Europe, « un repli sur soi », qualifiant même parfois l’initiative de « dérive nationaliste » ou de « victoire de la peur ».
- Allemagne : La chancellerie via son porte-parole a fait savoir que « le gouvernement fédéral a pris note de ce résultat et le respecte mais de notre point de vue, il est cependant clair qu'il pose des problèmes considérables »[20]. Considérant cette initiative comme allant à l'encontre de la libre circulation des personnes en Europe et des principes économiques européens, l'Allemagne aurait préféré un autre résultat[réf. nécessaire].
- Autriche : Le FPÖ déclare qu'« en Autriche aussi la plupart des habitants auraient voté pour une limitation de l'immigration »[21].
- France : Le ministère des Affaires étrangères a réagi par l'intermédiaire de Laurent Fabius, énonçant que c'était une « mauvaise nouvelle à la fois pour l'Europe et pour les Suisses puisque la Suisse refermée sur elle-même, ça va la pénaliser », complétant que « C'est paradoxal puisque la Suisse fait 60 % de son commerce extérieur avec l'UE et vit très largement de l'UE ». Le ministre de l'intérieur Manuel Valls évoquait quant à lui « un signe préoccupant d'un repli sur soi […] et une mauvaise nouvelle pour les Suisses eux-mêmes »[22]. Le Front national, de son côté, a salué aussi bien l'initiative que son résultat, selon qui les Suisses auraient su exprimer leur souveraineté face à la pression de l'UE, et au courant de pensée unique de la classe dirigeante européenne[23],[24]. Selon un sondage commandé par Atlantico à Ifop, 59 % des Français souhaitaient restreindre les conditions de circulation des citoyens européens dans leur pays[25].
- Royaume-Uni : Nigel Farage, eurosceptique et chef du Parti pour l'indépendance du Royaume-Uni, affirmait que « c'est une nouvelle fantastique pour la souveraineté nationale et pour ceux qui aiment la liberté en Europe. La Suisse s'est opposée aux menaces et intrigues des bureaucrates non élus de Bruxelles. Les Suisses ont décidé qu'assez c'est assez ! L'immigration de masse en Europe est un problème majeur et source de grandes préoccupations parce qu'elle fait baisser les salaires, met la pression sur les systèmes sociaux et donne aux gens le sentiment d'être des étrangers dans leur propre pays. Ce n'est pas une question de race, mais d'espace, de nombre et de qualifications. »[21]
- Union européenne : La Commission européenne a fait savoir que, à la suite du résultat de cette initiative populaire, elle suspendait les négociations à propos de la participation de la Suisse aux programmes « Horizon 2020 » et « Erasmus + », destinés à l'échange entre universités européennes et d'étudiants[26]. Entre 2001 et 2012, la Confédération a délivré 22 363 bourses Erasmus à des étudiants d'université suisse en partance pour l'UE. Dans le même temps, la Suisse a accueilli 24 261 étudiants européens dans ses universités, les Allemands étaient les plus nombreux, suivis des Espagnols et des Français [réf. souhaitée] [27]. En conséquence, la Suisse participe au programme Erasmus+ comme pays partenaire (« partner country »). [réf. souhaitée] Les possibilités de participation restent donc ouvertes à la Suisse mais sont limitées. En réaction, un programme parallèle qui offre des conditions proches d'Erasmus+ pour les échanges d'étudiants et d'enseignants a été mis en place par la Confédération, le Swiss-European Mobility Programme (SEMP)[28].

Commentant cette votation au Parlement européen, Daniel Cohn-Bendit prédit que les Suisses « reviendront à genoux parce qu’ils ont besoin de l'Europe » et que leur richesse dépend de l’UE. Il précise « 60 % des exportations suisses vont dans l’UE ». En 2009, 68,3 % des exportations suisses étaient destinées à l'UE. [réf. souhaitée] Avec 9,20 % des échanges, la Suisse est le troisième partenaire commercial de l'UE, après les États-Unis (20,50 %) et la Chine (10,90 %),
Néanmoins si les hommes politiques européens ont globalement condamné cette votation, un sondage réalisé dans trois pays montre que les populations européennes la soutiendraient largement : ainsi 61,8 % des Allemands, 69,7 % des Français et 77,5 % des Anglais seraient « favorables » ou « plutôt favorables » à une votation comparable à cette initiative populaire.
Par ailleurs, dix mois après l'acceptation de l'initiative « Contre l'immigration de masse », le 30 novembre 2014, la Suisse a massivement rejeté, par 74,1 % des voix, une nouvelle initiative contre l'immigration intitulé « Halte à la surpopulation - Oui à la préservation durable des ressources naturelles » qui voulait réduire drastiquement l'afflux de migrants et encourager la planification familiale volontaire dans le cadre de la coopération internationale au développement. Aucun canton ne l'a acceptée[réf. nécessaire].

## Application
En mai 2015, le Conseil fédéral présente un nouveau projet pour l'application de la nouvelle disposition constitutionnelle en contradiction avec les intentions de l'initiative populaire, en particulier le but visé, à savoir une gestion et une réduction de l’immigration. Le Conseil fédéral argue des difficultés avec Bruxelles pour ce qui concerne la limitation de l’immigration en provenance de l'UE. L'Union démocratique du centre (UDC) reproche au Conseil fédéral de ne pas respecter « la volonté du peuple »,.
Le 16 décembre 2016, l'Assemblée fédérale s'accorde sur un projet de loi d'application au terme duquel les entreprises suisses devront communiquer leurs offres de postes au service public de l'emploi avant de recruter un étranger « lorsque certains groupes de profession, domaines d’activités ou régions économiques enregistrent un taux de chômage supérieur à la moyenne ». Après examen des candidatures proposées par ce service, les entreprises resteront libres de recruter le candidat de leur choix et n'auront pas à justifier leur décision.